# Tyska bottenleden
Tyska bottenleden var från 2011 till 2014 en tillfällig färjeled på sjön Mälaren inom Trafikverket Färjerederiets verksamhet.
Färjan trafikerade sträckan Tyska botten i Stockholms kommun − Slagsta i Botkyrka kommun. Den var avsedd för dispenstrafik, det vill säga tunga fordon som inte får färdas på Essingeleden utan särskilt tillstånd och inte kunde få tillstånd under tiden för Essingeledens renovering.

## Tillfällig färjeled
Färjeleden var inte en permanent led. Den öppnades för trafik den 15 april 2011, och trafiken hade tillstånd att pågå till och med 2014, då den upphörde. Färjeleden utgjorde en förbifart utanför Stockholms ordinarie vägnät. Leden var avsedd enbart för tung, dispenskrävande trafik, som normalt kunnat få tillstånd att färdas på Essingeleden. Denna hade blivit så sliten att riktigt tung trafik inte längre fick framföras. Färjeleden gjorde att dispenstrafiken inte behövde köra runt Mälaren. Maximalt fyra sådana fordon med följebilar fick plats på färjan och inga andra fordon eller passagerare fick medfölja.

## Ledsträckning
Färjan kunde inte ta den närmaste vägen, strax öster om Lovön, eftersom Drottningholmsbron är för låg. Färjan fick därför runda Kärsön, Fågelön och Kungshatt på vägen mellan Tyska botten och Slagsta. Detta gav en sträcka på cirka 13 kilometer. Nockebybron öppnades när färjan passerade.